# Бенфелд
Бенфелд (фр. Benfeld) насеље је и општина у источној Француској у региону Алзас, у департману Доња Рајна која припада префектури Селестат Ерштајн.
По подацима из 2011. године у општини је живело 5.664 становника, а густина насељености је износила 727,09 становника/km². Општина се простире на површини од 7,79 km². Налази се на средњој надморској висини од 160 метара (максималној 162 m, а минималној 155 m).

## Демографија
| 1962. | 1968. | 1975. | 1982. | 1990. | 1999. | 2011. |
| ----- | ----- | ----- | ----- | ----- | ----- | ----- |
| 3.433 | 3.441 | 3.798 | 4.451 | 4.330 | 4.878 | 5.664 |

График промене броја становника у току последњих година

## Партнерски градови
- Етенхајм